# Démographie de la Chine
La population de la Chine continentale atteint 1,41 milliard d'habitants en 2022. Cette population représente 17,6 % des 8 milliards d'habitants de la planète d'après les estimations de l'Institut national d'études démographiques.
Durant les années 1970, la politique démographique « wǎn, xī, shǎo » (littéralement « tard, espacé, peu ») fait fortement chuter la fécondité chinoise entre 1970 et 1978, passant de 5,75 à 2,75 enfants par femme. À la fin des années 1970, afin de limiter la croissance de la population, le gouvernement adopte une réglementation limitant à un le nombre d'enfants par couple (politique de l'enfant unique). Cette mesure a été remplacée par une limitation à deux du nombre d'enfants par famille en 2015, puis à trois en 2021.
Malgré ses mégapoles et son urbanisation rapide, la Chine présente une population encore très ancrée dans la ruralité : plus de 40 % des Chinois habitent encore dans le monde rural. Fin 2017, 813 millions de Chinois vivaient en ville, soit un taux d'urbanisation de 58,5 %.
La population de la Chine diminue en 2022 pour la première fois depuis les années 1960. En 2023, la population chinoise diminue de plus de deux millions de personnes. Cette diminution de la population se poursuit en 2024.

## Histoire

### Histoire ancienne
Pays à l'agriculture traditionnellement prospère, la Chine a très tôt pu développer une population rurale dense et des agglomérations importantes. Sous la dynastie Song, des villes comme Canton connaissaient une densité de population ainsi qu'une organisation administrative sans égales à l'époque.
La Chine passe le seuil des cent millions d'habitants au XIIe siècle, avec la généralisation de la double culture du riz et l'extension des zones de sa culture.
L'invasion mongole en Chine se traduit par une diminution de la population qui passe de 112 à 70 millions d'habitants au milieu du XIVe siècle.
Sous la dynastie Ming, la paix, l'amélioration des techniques agricoles et l'introduction de nouvelles cultures comme le maïs ou la pomme de terre permet une croissance démographique importante, la population passant de 70 millions d'habitants en 1400 à 130 millions en 1650.
L'apogée des techniques agricoles chinoises au XVIIIe siècle, correspond à l'apogée de la dynastie Qing. Elle permet une augmentation spectaculaire de la démographie, la population passant de 150 millions d'habitants en 1700 à 330 millions en 1800.
En 1900, la Chine compte 415 millions d'habitants, mais les conflits de la première moitié du XXe siècle : guerre civile chinoise et Seconde Guerre mondiale, conduisent à une stagnation de la population.

### République populaire de Chine et premières tentatives de contrôle des naissances

Évolution démographique

Pendant les années 1949 à 1956, le taux de natalité est de 35 pour mille, le gouvernement se contente de bloquer la migration rurale vers les villes. C'est en 1956 qu'apparaît pour la première fois un objectif de limitation des naissances.
L'absence de contrôle des naissances durant les premières années au pouvoir de Mao Zedong, encourageant au contraire un temps les Chinois à procréer une armée de « petits soldats », et la baisse rapide de la mortalité, ont contribué à une forte croissance démographique. Le recensement de 1953 (population estimée de 590 millions,, en incluant Formose) provoque une prise de conscience et l'ébauche d'une campagne pour le contrôle des naissances vers 1956-57. Après les années noires de la Grande famine de 1959-1961 qui voit le taux de mortalité doubler et le taux de natalité être divisé par deux a lieu un « rattrapage » des naissances menant à un indice de fécondité record de 7,41 enfants par femme en 1963. Un baby boom a lieu à partir de 1962 et jusqu'en 1976, d'une ampleur supérieure à celle des autres pays. En 2019, un quart de la population chinoise est née pendant le baby-boom ; la classe d'âge née en 1969 est deux fois plus nombreuse que celle née en 1959, et 40 % plus que celle née en 1979.
Une deuxième campagne de limitation des naissances de 1962 à 1966, axée sur le retard de l’âge du mariage et une diffusion plus large de la contraception, ne parvient pas à infléchir la forte natalité observée au cours des années 1960.
La mise en place de la politique démographique « 晚,稀,少 (wǎn, xī, shǎo) » durant les années 1970 fait par contre fortement chuter la fécondité chinoise entre 1970 et 1978, passant de 5,75 à 2,75 enfants par femme. Toutefois, en raison de la fécondité particulièrement élevée des années pro-natalistes, la densité du nombre de femmes en âge de mettre au monde progresse jusqu'au début des années 1990. Ainsi, la natalité subit un fort effet d'inertie et demeure élevée pendant encore plusieurs décennies. À la fin des années 1970, la politique de l'enfant unique est la réponse à cette explosion.

### La politique de l'enfant unique
L'origine de la politique fait débat. Certains sont d'avis qu'elle trouve ses racines dans la peur d'une surpopulation. D'autres auteurs, notamment Pascal Rocha da Silva, avancent l'hypothèse que la politique ait avant tout une motivation économique. En effet, elle est mise en place par Deng Xiaoping de manière concomitante avec les Quatre Modernisations. Celles-ci indiquent que la nouvelle légitimité de l'État chinois se trouve non plus dans le dogme mais dans l'amélioration concrète du niveau de vie. Limiter drastiquement le nombre d'enfants permettrait d'allouer les maigres ressources de l'État plus pleinement à la croissance économique. En 1997, l'État indique que tel est le but de la politique en ces termes : « le planning familial doit servir et être subordonné à la tâche centrale du développement économique ». Une raison secondaire est que les Quatre Modernisations vont entraîner, de manière prévisible, une baisse de la supervision étatique des campagnes : il n'est dès lors plus possible de poursuivre la politique de wan-xi-shao, qui repose sur la structure de la période maoïste (qui permet de surveiller chacun en tout temps).
Cependant, tout à la fin des années 1970, la république populaire de Chine, afin de limiter la croissance de sa population, a adopté une réglementation limitant le nombre d'enfants par couple à un. Les minorités ethniques (à l'exception des Zhuang, la première minorité ethnique de Chine) ne sont, dans un premier temps, pas concernées.
À partir de 2002, le versement d'une somme d'au moins 5 000 yuans (à rapporter au salaire moyen urbain de 1 200 yuans) permet la naissance légale d'un deuxième enfant. Cette somme varie selon les provinces, elle est souvent bien plus élevée. Dans le cas de naissances illégales, des pénalités sont prévues : amendes et non-délivrance de hukou, livret de résidence permettant, entre autres, l'accès à la scolarité, etc.
Un nombre inconnu d'« enfants noirs » — ou enfants cachés par les familles par peur de représailles — existe en RPC. D'autre part, les nouveaux riches chinois peuvent payer les amendes.
Toujours dans le but de ralentir l'accroissement naturel, la constitution chinoise limite les mariages en imposant l'âge minimal de 22 ans pour les hommes et de 20 ans pour les femmes. En retardant la formation des foyers, elle espère réduire la période de fécondité.
Le respect des quotas ayant une incidence politique sur les responsables des cantons, certaines exactions auraient été observées dans ce sens, notamment des stérilisations et des avortements forcés.
En dépit du caractère restrictif de la loi, on n'a pas observé de diminution notable du taux de fécondité en Chine au cours de la décennie qui a suivi l'entrée en vigueur de cette loi. Au contraire, la forte tendance à la baisse observée au cours de la décennie précédente, au cours de laquelle des campagnes d'information en direction des femmes avaient été menées, a été interrompue.
La politique de l'enfant unique prend fin en 2015. Elle est d’abord remplacée par une limitation à deux du nombre d'enfants par famille, puis à trois en mai 2021, « pour faire face à la forte baisse du taux de natalité et au vieillissement de la population dans le pays ».

## Population

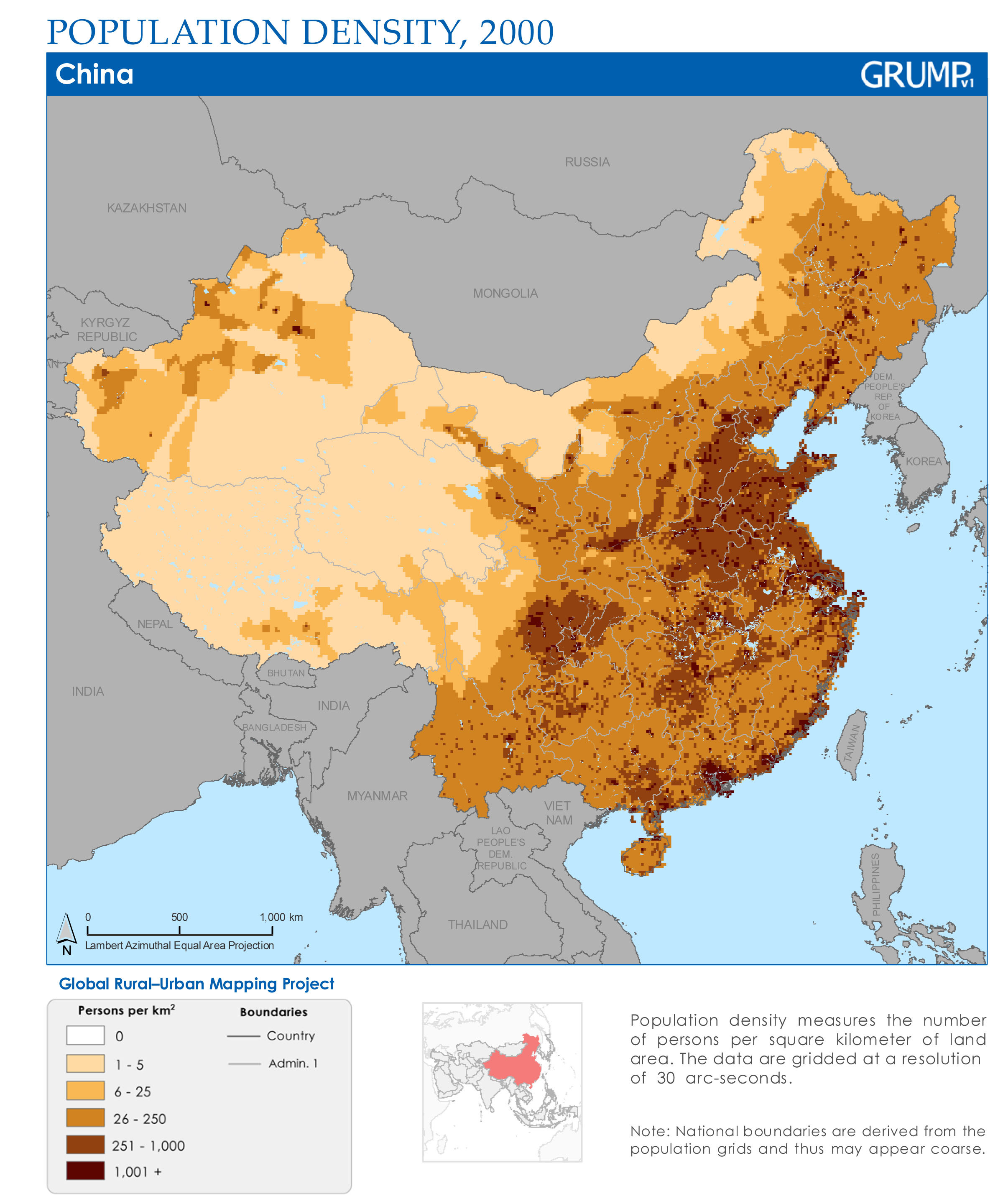
Densité de population en Chine en 2000.

En 2022, la population de la Chine a reculé de 850 000 personnes à 1,41 milliard d'habitants selon les données officielles. Les naissances sont tombées à 9,56 millions contre 10,62 millions en 2021. Les décès ont augmenté à 10,41 millions.
À la fin de 2021, la population de la Chine continentale (hors Hongkong et Macao) atteignait 1,41 milliard d'habitants, en augmentation de 480 000 par rapport au niveau de fin 2020, dont 62,5 % en âge de travailler (16 à 59 ans). Le nombre de naissances a reculé à 10,62 millions contre 12 millions en 2020. Le taux de natalité était de 7,52 naissances pour 1 000 personnes en 2021, le niveau le plus bas depuis au moins 1978. Le nombre de décès a atteint 10,1 millions.
La population atteignait 1 411 780 000 habitants fin 2020 selon les résultats du recensement décennal publiés fin avril 2021 par le Bureau national de la statistique (BNS), sans compter les étrangers résidant en Chine. Cette population reste la plus élevée du monde. Elle s'est accrue de 5,38 % depuis le précédent recensement (2010). En 2020, le nombre de naissances est tombé à 12 millions contre 14,65 millions en 2019. La part des Chinois âgés de 60 ans et plus atteint 18,7 % (264 millions) contre 13,3 % en 2010, et la population en âge de travailler (15-59 ans) s'abaisse à 63,3 % en 2020 contre plus de 70 % dix ans auparavant. Les experts chinois considéraient alors que la population chinoise devrait atteindre un pic vers 2027, voire en 2025,. Finalement, elle commence à baisser dès 2022, pour la première fois depuis la Grande famine du début des années 1960,. Ce mouvement se poursuit l'année suivante, avec une baisse de plus de deux millions d'habitants, et en 2024. La population passe de 1,410 milliard d'habitants en 2023 à 1,408 milliard en 2024.

## Structure de la population

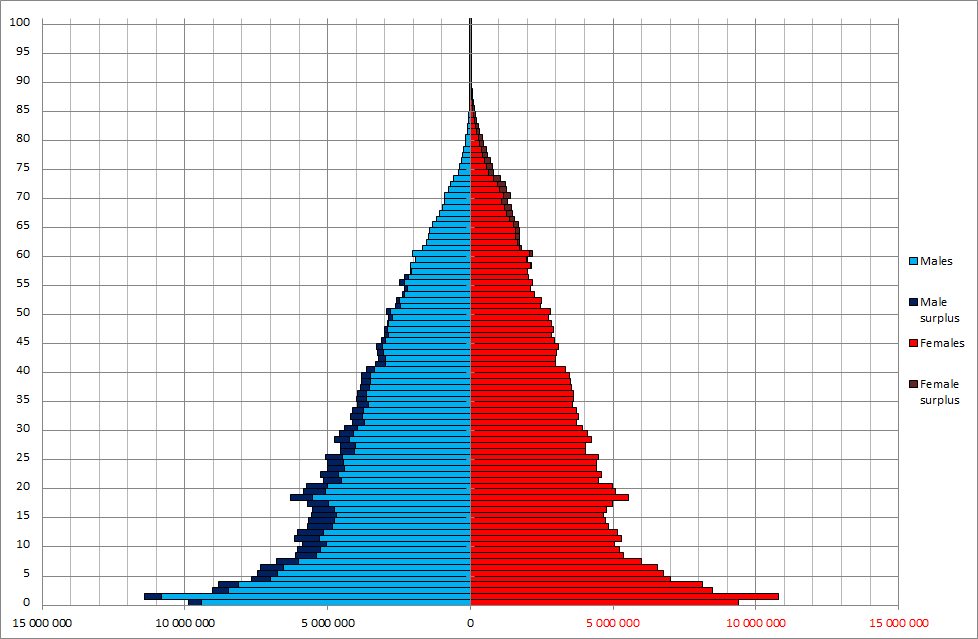
Pyramide des âges selon le recensement chinois de 1953.
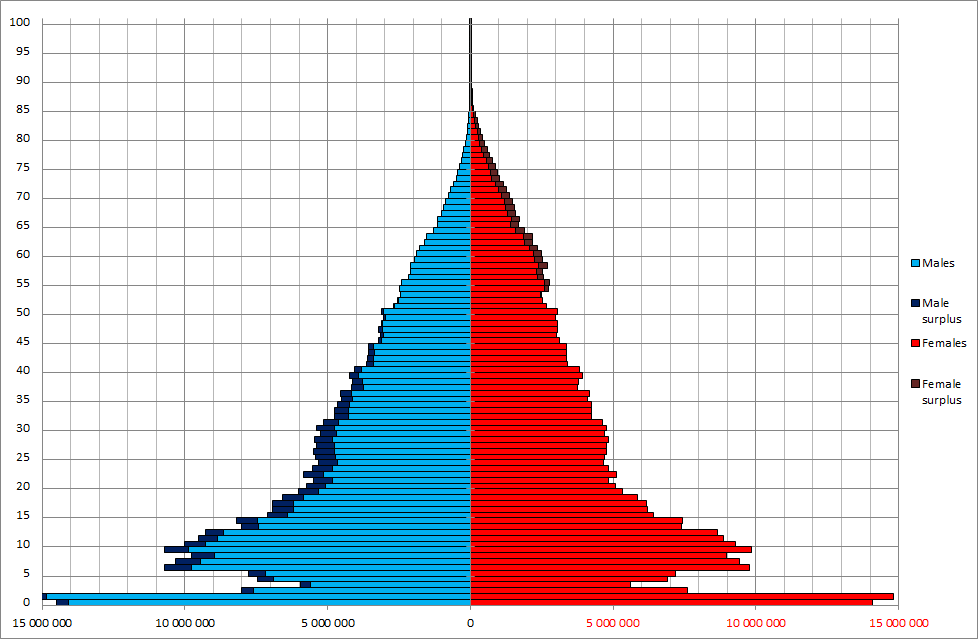
Pyramide des âges selon le recensement chinois de 1964.
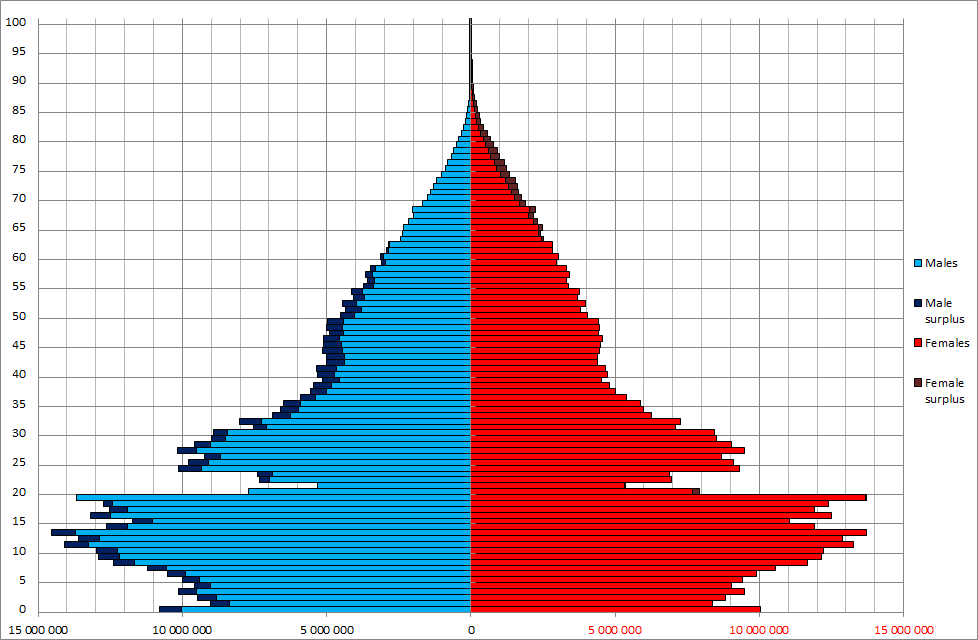
Pyramide des âges selon le recensement chinois de 1982.
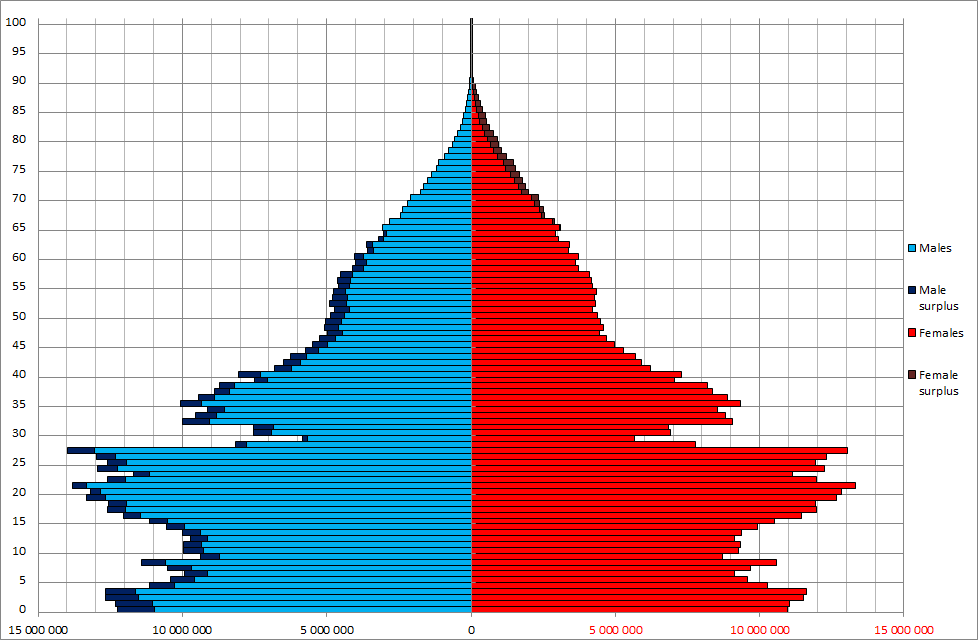
Pyramide des âges selon le recensement chinois de 1990.
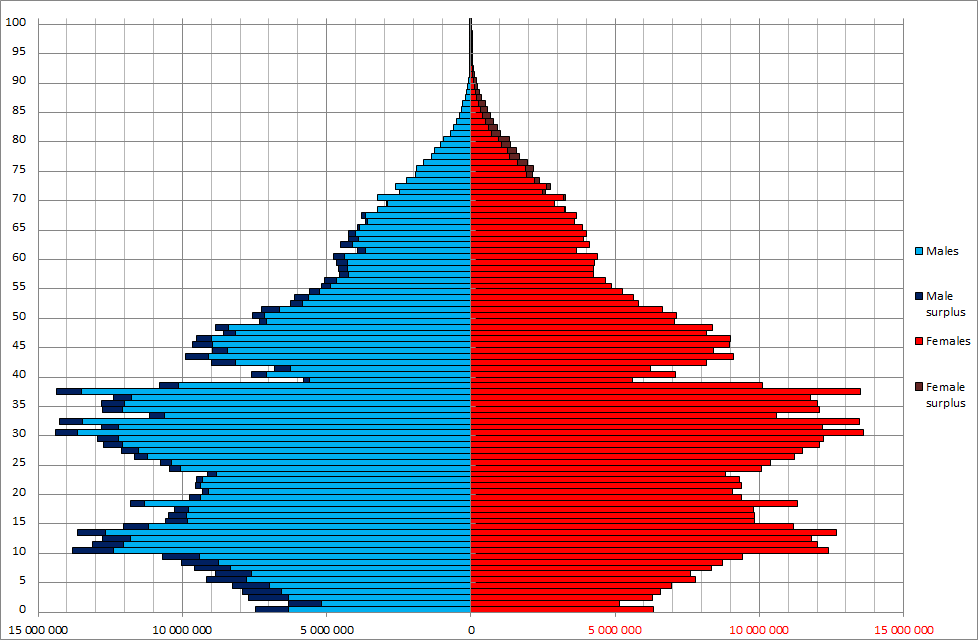
Pyramide des âges selon le recensement chinois de 2000.
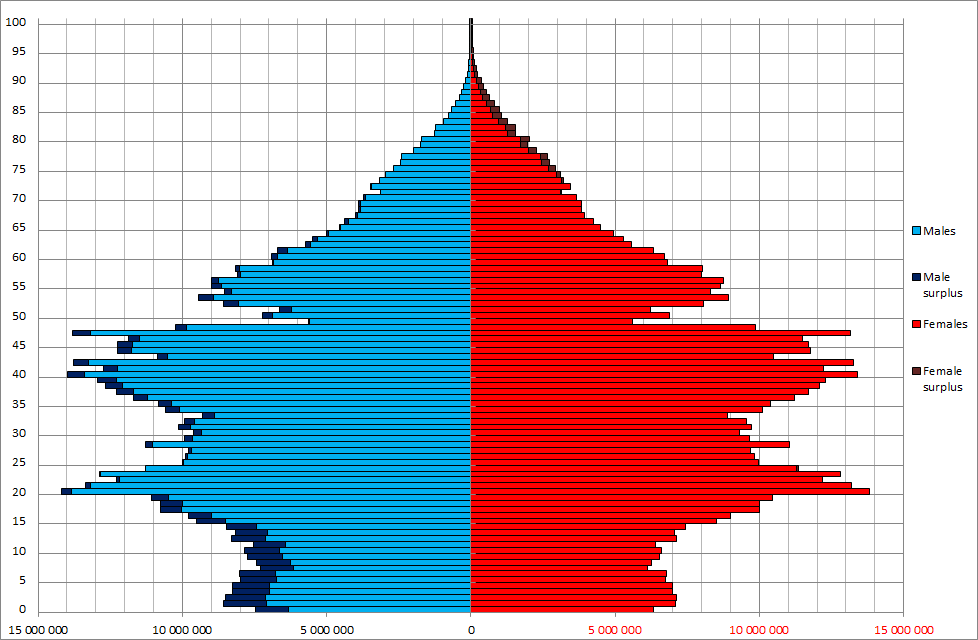
Pyramide des âges selon le recensement chinois de 2010.
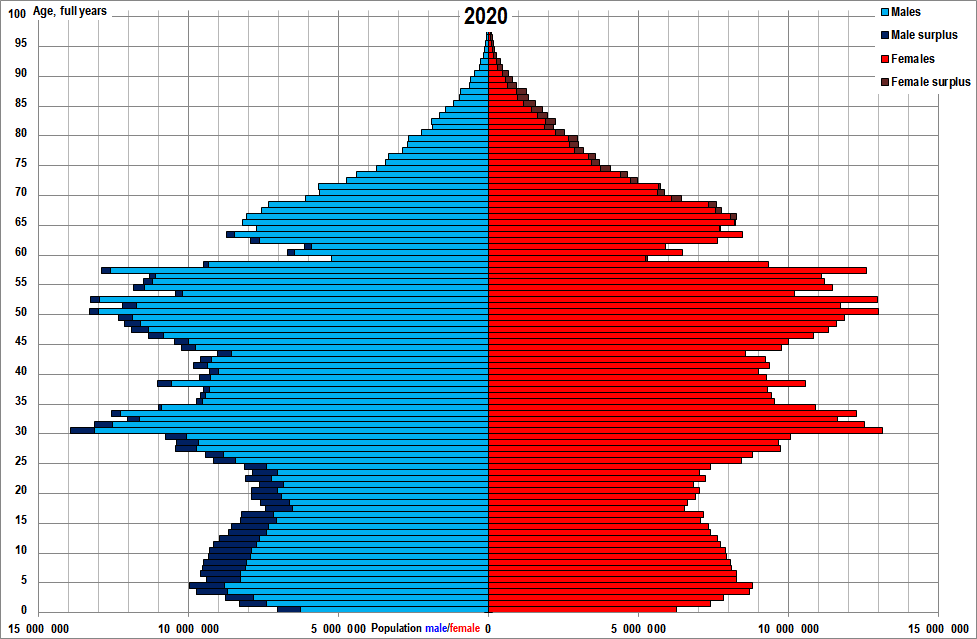
Pyramide des âges selon le recensement chinois de 2020.

La population chinoise a tendance à vieillir : la part des 60 ans et plus est passée de 7,5 % de la population totale en 1950 à 10,9 % en 2005. Le vieillissement a atteint un niveau plus avancé qu'en Inde, où les plus de 60 ans représentent 5,9 % de la population, mais ce niveau reste inférieur à celui de l'Europe où 17,3 % des habitants ont plus de 60 ans. Ce vieillissement rapide soulève des enjeux économiques, sociaux et politiques.
La nouvelle structure par âge de la population a accru considérablement le taux d'emploi qui est aujourd'hui un des plus élevés du monde, ce qui contribue à expliquer les forts taux d'investissement, d'épargne et de croissance économique observés depuis 1980. Mais cette politique de l'enfant unique n'est pas sans poser des problèmes sociologiques et des problèmes futurs avec un vieillissement accéléré de population prévu dès 2030.
Le rapport de masculinité en Chine est particulièrement élevé, de l'ordre de 118 pour cent à la naissance en 2010-2011. Ce phénomène est dû notamment à la politique de l'enfant unique, qui a conduit certains parents à tout faire pour que leur unique enfant soit un garçon. Traditionnellement, les filles s'occupent surtout de leur belle famille après le mariage. Les couples craignent donc qu'en cas de naissance d'une fille ils n'aient finalement plus personne pour s'occuper d'eux une fois devenus âgés. Cette crainte est renforcée par l'absence d'un système de protection sociale généralisé en Chine, et a conduit à des cas d'infanticides, à des abandons et des avortements sélectifs. La mortalité des filles au cours de la première année est également nettement plus élevée que celle des garçons (38,9 pour mille contre 26,5 pour mille). Pour éviter les avortements sélectifs, il est en principe interdit aux médecins de dévoiler aux parents le sexe de leur enfant avant la naissance. Par ailleurs le gouvernement chinois a lancé une campagne « Chérir les filles » pour rééquilibrer le ratio de masculinité là où il était le plus élevé.

### Vieillissement
En 2022, la population en âge de travailler tombe à 62 % contre 70 % en 2012.
Du fait des conséquences de la politique de l'enfant unique, la Chine devrait connaître à l'avenir un vieillissement de sa population important. La part des plus de 65 ans devrait passer de 10 % en 2016 à 18 % en 2030 et 25 % en 2050. Par conséquent, la population en âge de travailler diminue depuis 2012. La population active pourrait ainsi passer de 911 millions en 2015 à 700 millions en 2050.
Le vieillissement démographique a des conséquences économiques : si l'âge de départ à la retraite, de 60 ans pour les hommes et 55 ans pour les femmes, est maintenu, il y aura 1,3 actif pour financer un retraité en 2050, contre trois pour un en 2019. Cela fait craindre un déséquilibre du système des pensions.

## Natalité

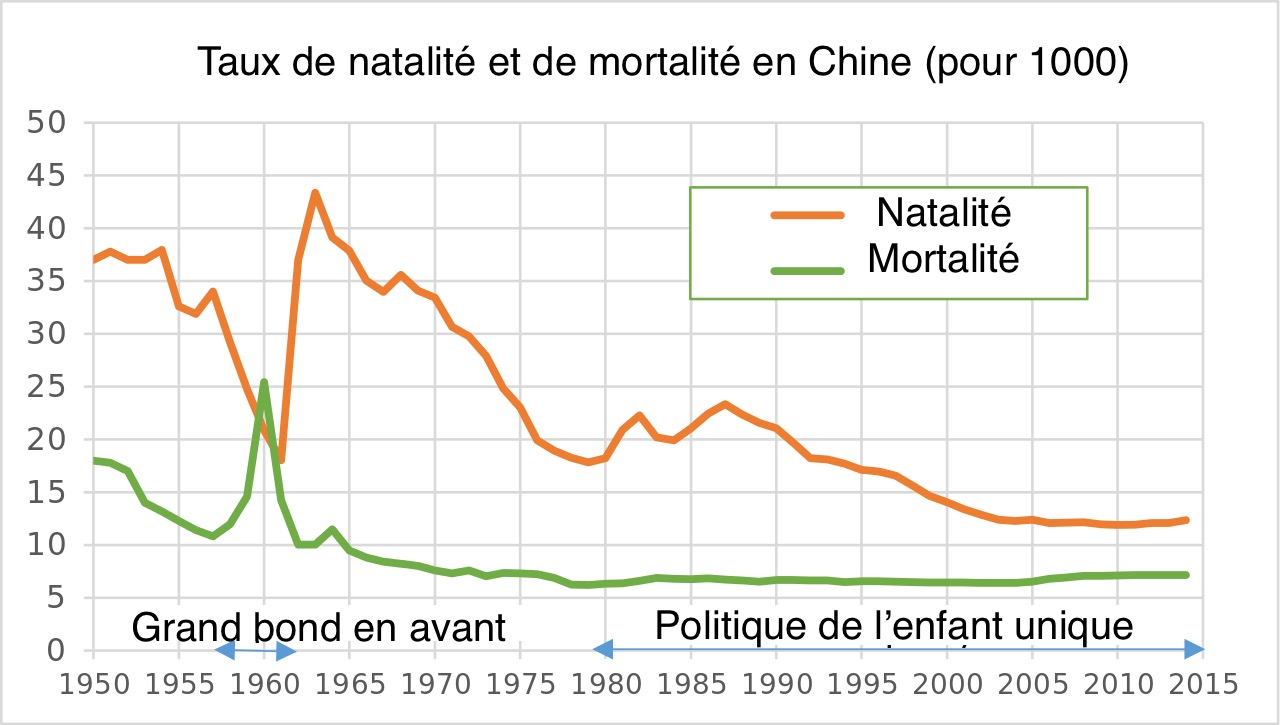
Évolution des taux de naissance et de mortalité en Chine.

En 2021, le taux de natalité était de 7,52 naissances pour 1 000 personnes, le niveau le plus bas depuis au moins 1978. Le nombre de naissances a reculé à 10,62 millions contre 12 millions en 2020. Le nombre de décès a atteint 10,1 millions.

En 2019, le taux de natalité est tombé à 10,4 naissances pour mille habitants, niveau le plus bas depuis 70 ans. Le nombre de naissances s’élève à environ 14,6 millions, soit une baisse de 4 % par rapport à 2018 ; c’est le nombre de naissances le plus faible depuis la période du Grand Bond en avant.

### Indice de fécondité
Le taux de fécondité est tombé à 1,15 enfant par femme en 2021.
Au cours de la période de 1950 à 2015, le taux de fécondité le plus élevé est enregistré de 1960 à 1965. Pour le professeur Yi Fuxian de l'Université du Wisconsin à Madison, les données officielles sont incohérentes et auraient été revues à la hausse par le gouvernement. Selon son analyse des données de recensement, le taux de fécondité était de 1,22 en 2000 et 1,18 en 2010,.
|                  | Taux de fécondité | Taux de fécondité | Taux de fécondité | Taux de fécondité | Taux de fécondité | Taux de fécondité | Taux de fécondité |
| 1950–1955        | 1960–1965         | 1970–1975         | 1980–1985         | 1990–1995         | 2000–2005         | 2010–2015         |                   |
| ---------------- | ----------------- | ----------------- | ----------------- | ----------------- | ----------------- | ----------------- | ----------------- |
| Chine            | 6,02              | 6,20              | 4,77              | 2,55              | 1,90              | 1,55              | 1,60              |
| Moyenne mondiale | 4,96              | 5,03              | 4,46              | 3,60              | 3,02              | 2,63              | 2,47              |

### Stérilisation et avortement
En république populaire de Chine 13 millions d'avortements sont réalisés et environ 55 % des femmes chinoises ont avorté au moins une fois alors que 70 % des femmes interrogées déclarent souhaiter plus d'un enfant sans pouvoir y accéder.
Par ailleurs la politique de l'enfant unique induit des stérilisations et avortements forcés. Le dissident politique Chen Guangcheng a défendu la cause de femmes forcées à être stérilisées ou à avorter, parfois à quelques jours de l'accouchement.
Le respect des quotas ayant une incidence politique sur les responsables des cantons, des cas de stérilisation et d'avortement forcés auraient été observés au Tibet. Le spécialiste en économie du développement Andrew Martin Fischer estime que les allégations d'abus concernent, pour un grand nombre d'entre elles, les zones tibétaines en dehors de la région autonome du Tibet, et, dans la plupart des cas, renvoient aux années 1980 et au début des années 1990. Il voit dans ces abus moins une politique érigée en système que des excès de zèle très localisés et brefs.
Dans son étude démographique sur la région de Pala dans le Changtang occidental publiée en 1994, le tibétologue américain Melvyn Goldstein estime que de 1959 à 1990 les familles nombreuses ont continué à être la norme chez les pasteurs nomades et qu'aucune contrainte n'a été imposée à ces derniers : « Malgré des allégations répétées de la part de l'Occident que les Chinois avaient imposé une politique stricte de contrôle des naissances au Tibet, où « les avortements, stérilisations et infanticides forcés sont quotidiens » (The New York Times, 31 janvier 1992), il n'y a pas eu à Pala de politique de réduction des naissances, et encore moins de preuves d'avortements, de stérilisations ou d'infanticides ». L'étude des grossesses d'un échantillon de 71 femmes âgées de 15 à 59 ans le conduit à affirmer qu'aucune politique de contrôle des naissances visant à réduire le nombre de naissances à deux, voire trois, n'était en vigueur. Bien plus, selon lui, aucun nomade de Pala n'a dû payer d'amende pour avoir eu un troisième, quatrième, cinquième enfant et au-delà, et ces enfants ont joui de tous leurs droits au sein de la communauté.
Dans une étude sur la fertilité et la planification familiale au Tibet, publiée en 2002, Melvyn Goldstein, Ben Jiao, Cynthia M. Beal et Phuntsog Tsering affirment que dans aucun des endroits qu'ils ont étudiés, il n'y a d'indications montrant que Lhassa applique dans le Tibet rural la règle des deux enfants. Alors qu'un rapport du Tibet Information Network (TIN) affirme que cette politique est en place, les chercheurs ne constatent aucune limite de ce genre dans le comté de Ngamring où ils enquêtent. Le gouvernement du comté de Ngamring a fait de gros efforts pour accroître le recours à la planification familiale dans les années 1990, mais à l'été 2000 (après la parution du rapport du TIN) aucun nomade ni responsable local n'a entendu parler d'une limite fixée à deux enfants ni aucun responsable au chef-lieu du comté. Enfin, aucune amende n'est infligée pour le 4e enfant et au-delà. […] Pour Melvyn Goldstein et al., leur étude fait ressortir combien il est dangereux d'utiliser des récits de réfugiés et des indications anecdotiques pour interpréter des situations très politisées.

## Mortalité
| Année | Taux de mortalité |
| ----- | ----------------- |
| 1960  | 25,43             |
| 1965  | 9,5               |
| 1970  | 7,6               |
| 1975  | 7,32              |
| 1980  | 6,34              |
| 1985  | 6,78              |
| 1990  | 6,67              |
| 1995  | 6,57              |
| 2000  | 6,45              |
| 2005  | 6,51              |
| 2010  | 7,11              |
| 2015  | 7,11              |
| 2018  | 7,10              |

### Mortalité infantile

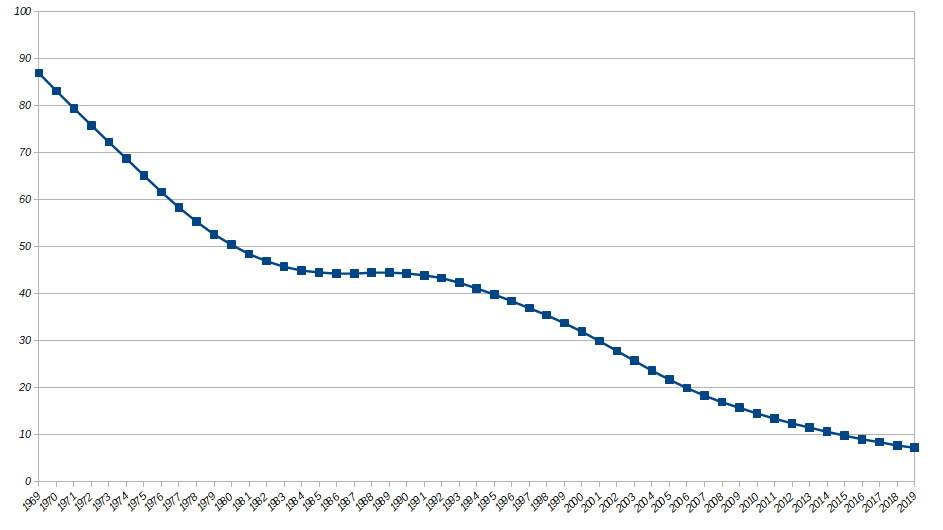
Évolution du taux de mortalité infantile mâle (‰) depuis 1969.

Un article paru en 2013 indique que le taux de mortalité infantile a été divisé par cinq depuis 1990. La fréquence des maladies contagieuses et des maladies liées à une mauvaise hygiène a diminué.

### Mortalité liée à l'urbanisation, la pollution, la mauvaise alimentation, le tabac...
Les décès causés par des maladies respiratoires seraient, en 2010, supérieurs à un million par an. Plus d'un homme sur deux fume en Chine, et le pays se classe parmi les trois derniers pays du G20 pour les maladies liées à la pollution de l'air.
Les victimes de cancers (+43 % depuis 1990 ; et +465 % en 30 ans, soit plus de 300 000), maladies cardiovasculaires et de la maladie d'Alzheimer augmentent ; en raison notamment du vieillissement de la population et de l'urbanisation.
La mortalité sur les routes a augmenté de 79 % depuis 1990 et serait de l'ordre de 60 000 décès par an selon les statistiques nationales,, mais de l'ordre de 250 000 en 2019 selon l'Organisation mondiale de la santé,.

## Distribution de la population

Carte de la densité de la population par province de la république populaire de Chine et de Taïwan (2009).

La population chinoise est très inégalement répartie sur son territoire, les densités les plus fortes étant réparties sur les régions côtières. Les plus hautes densités de population se trouvent dans le delta du Yangzi Jiang, le delta de la rivière des Perles, la plaine de Chengdu ou le bassin du Sichuan. La ligne Heihe-Tengchong sépare la Chine en deux parties à peu près égales, mais plus de 90 % de la population se trouve à l'est de cette ligne. Cela s'explique en partie par la géographie (les régions à l'ouest de la Chine sont plus montagneuses et désertiques) et par les bassins historiques de peuplement de la Chine, qui sont situés près de la côte et le long des parties avales des grands fleuves chinois (notamment, un des principaux foyers de peuplement préhistorique se situe au niveau du coude du fleuve Yang Tse). Le rôle du commerce maritime peut aussi être invoqué, notamment pour expliquer la très forte croissance des villes côtières : Shanghai, par exemple, qui compte aujourd'hui environ 20 millions d'habitants, n'était qu'un village de pêcheurs jusqu'au XVIIIe siècle. Mais elle s'est très rapidement développée à la suite de l'ouverture du commerce avec les puissances étrangères britanniques et américaines, à partir du XIXe siècle.

## Migration
On estime que chaque année près de 18 millions de Chinois migrent des campagnes vers les villes (chiffres 2007).

## Cinquante-six «nationalités»
| Ethnie    | Taux   |
| --------- | ------ |
| Hans      | 92,1 % |
| Zhuangs   | 1,4 %  |
| Mandchous | 1,0 %  |
| Huis      | 0,9 %  |
| Hmongs    | 0,8 %  |
| Ouïghours | 0,7 %  |
| Yis       | 0,7 %  |
| Tujias    | 0,6 %  |
| Mongols   | 0,6 %  |
| Tibétains | 0,6 %  |
| Buyeis    | 0,4 %  |
| Coréens   | 0,2 %  |

### La nationalité «han»: homogénéité ou hétérogénéité?
Le groupe ethnique han, largement majoritaire (92 % de la population) est lui-même relativement hétérogène, et peut être également appréhendé comme un vaste ensemble de coutumes partageant des caractéristiques culturelles et linguistiques proches (en particulier la grammaire et l'écriture). Les différences entre les langues parlées, notamment entre le mandarin et le cantonais, et dans une moindre mesure entre le mandarin et le wu, sont cependant très fortes.

### Les cinquante-cinq autres nationalités
La république populaire de Chine reconnaît l'existence, en plus des Hans, de cinquante-cinq nationalités ou minorités ethniques officielles qui totaliseraient 100 millions de citoyens au sein de la nation chinoise. Elles sont constituées de citoyens chinois ayant une langue maternelle ou une culture non han[réf. souhaitée].
D'après la Constitution de la république populaire de Chine, les nationalités quelles qu'elles soient bénéficient du droit « de développer leur propre langue parlée et écrite ainsi que de préserver ou réformer leurs propres us et coutumes », ainsi que d'une priorité de recrutement dans les entreprises ou dans les établissements d'une région autonome. En outre, la loi sur le contrôle des naissances autorise certaines nationalités, notamment dans les régions peu peuplées de l'ouest, à avoir plus d'un enfant par couple, contrairement aux Hans qui n'ont droit qu'à un seul enfant.
Cependant, certaines minorités cohabitant avec les Hans se plaignent des différences qu'elles ressentent entre ce que prévoit le droit chinois et la situation effective telle qu'elle peut être vécue sur le terrain. Des Occidentaux dénoncent en effet des mesures discriminatoires, notamment des atteintes à la liberté de religion, une marginalisation culturelle entraînant une marginalisation économique, ou la loi autoritaire sur le contrôle des naissances (malgré les aménagements spécifiques),.

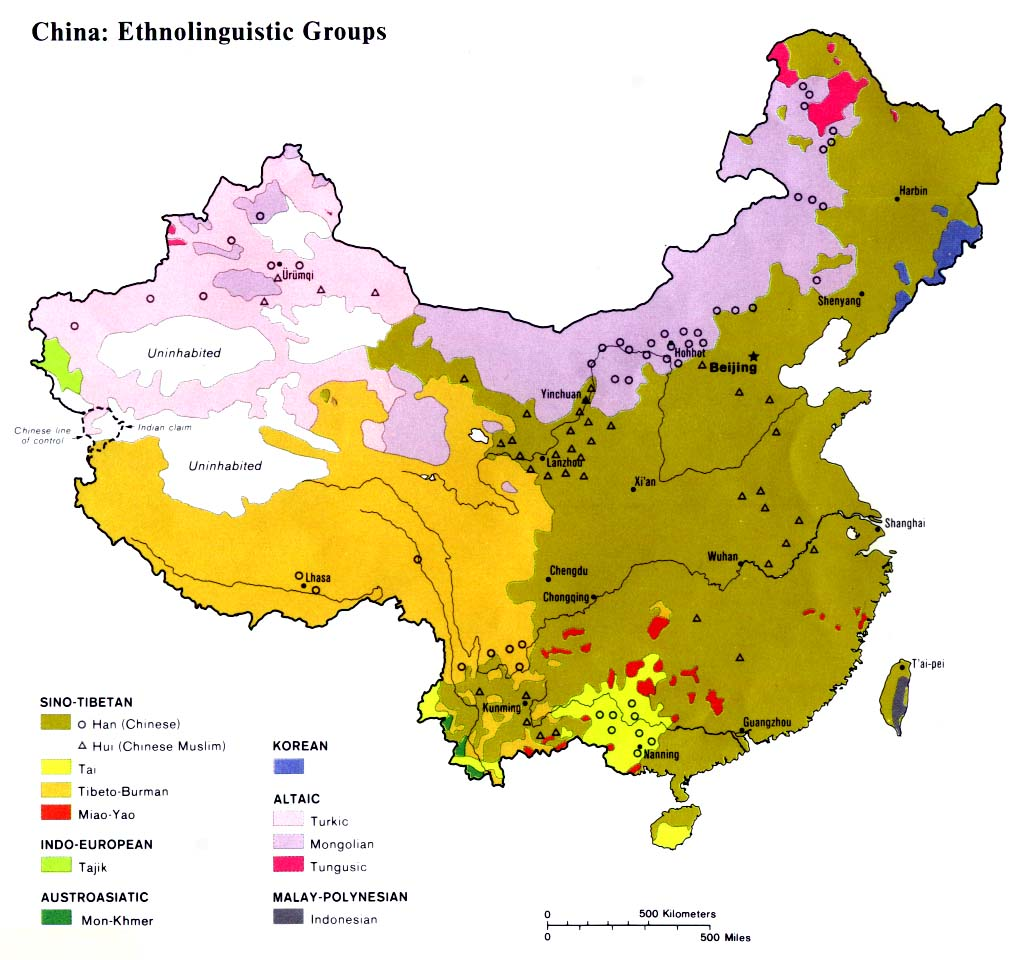
Carte d'ethnolinguistique de la république populaire de Chine et de la république de Chine (Taïwan) en 1983.

## Urbanisation

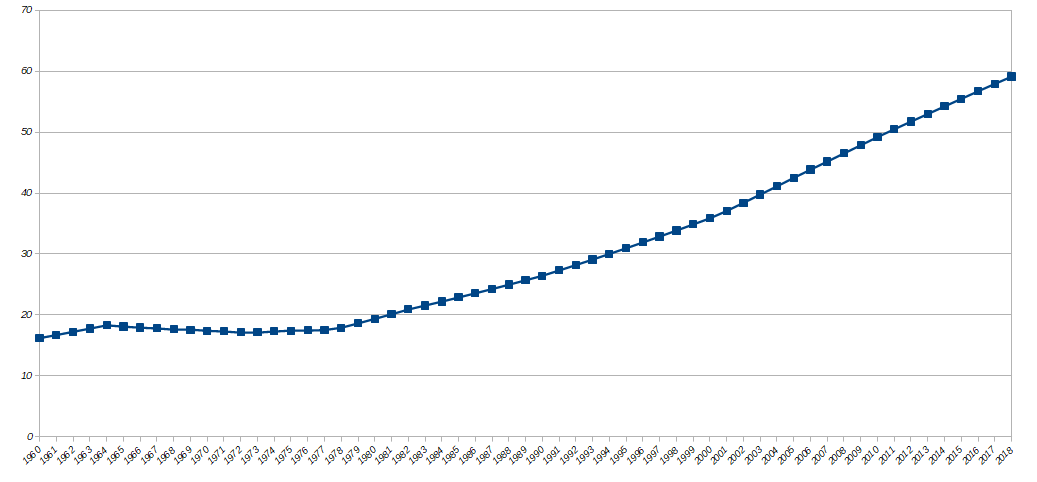
Évolution du taux d'urbanisation depuis 1960.

Fin 2017, 813 millions de Chinois vivaient en ville, soit un taux d'urbanisation de 58,5 % de la population totale ; ce taux a progressé de 5,95 % en cinq ans : 101,65 millions de Chinois ont quitté les campagnes pour s'établir dans des villes.
L'évolution de cette urbanisation est plutôt lente en comparaison d'autres pays. Par le système de hukou, le gouvernement restreint les installations dans les chefs-lieux de province et les mégapoles, pour favoriser les villes petites et moyennes.
La Chine a connu un boom immobilier depuis la libéralisation de 1998, permettant aux ménages de devenir propriétaires et aux travailleurs migrants de se loger en ville.